# Cantó de Montanhac

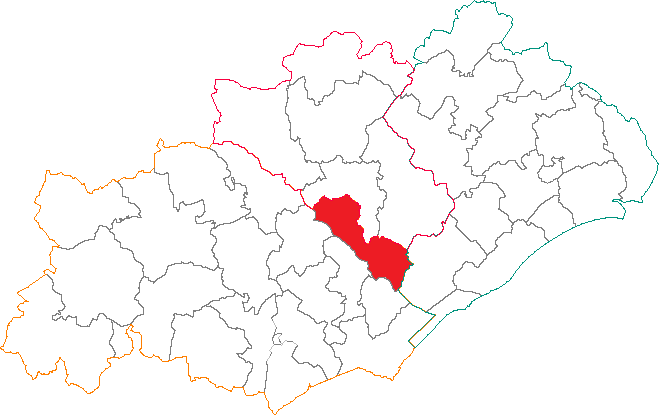
El cantó de Montanhac a l'Erau

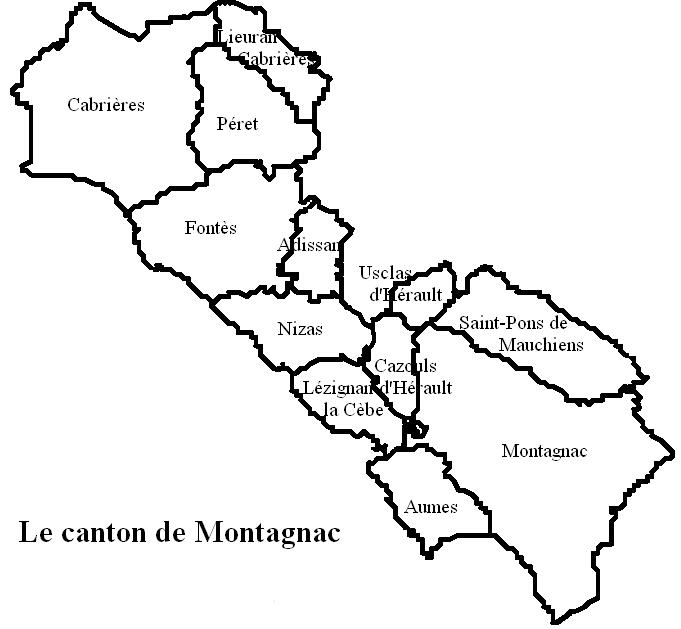
El cantó de Montanhac

El cantó de Montanhac (en occità: Canton de Montanhac i en francès: Canton de Montagnac) és un cantó francès del departament de l'Erau, a la regió del Llenguadoc-Rosselló. Forma part del districte de Besiers, té 12 municipis i el cap cantonal és Montanhac.

## Municipis

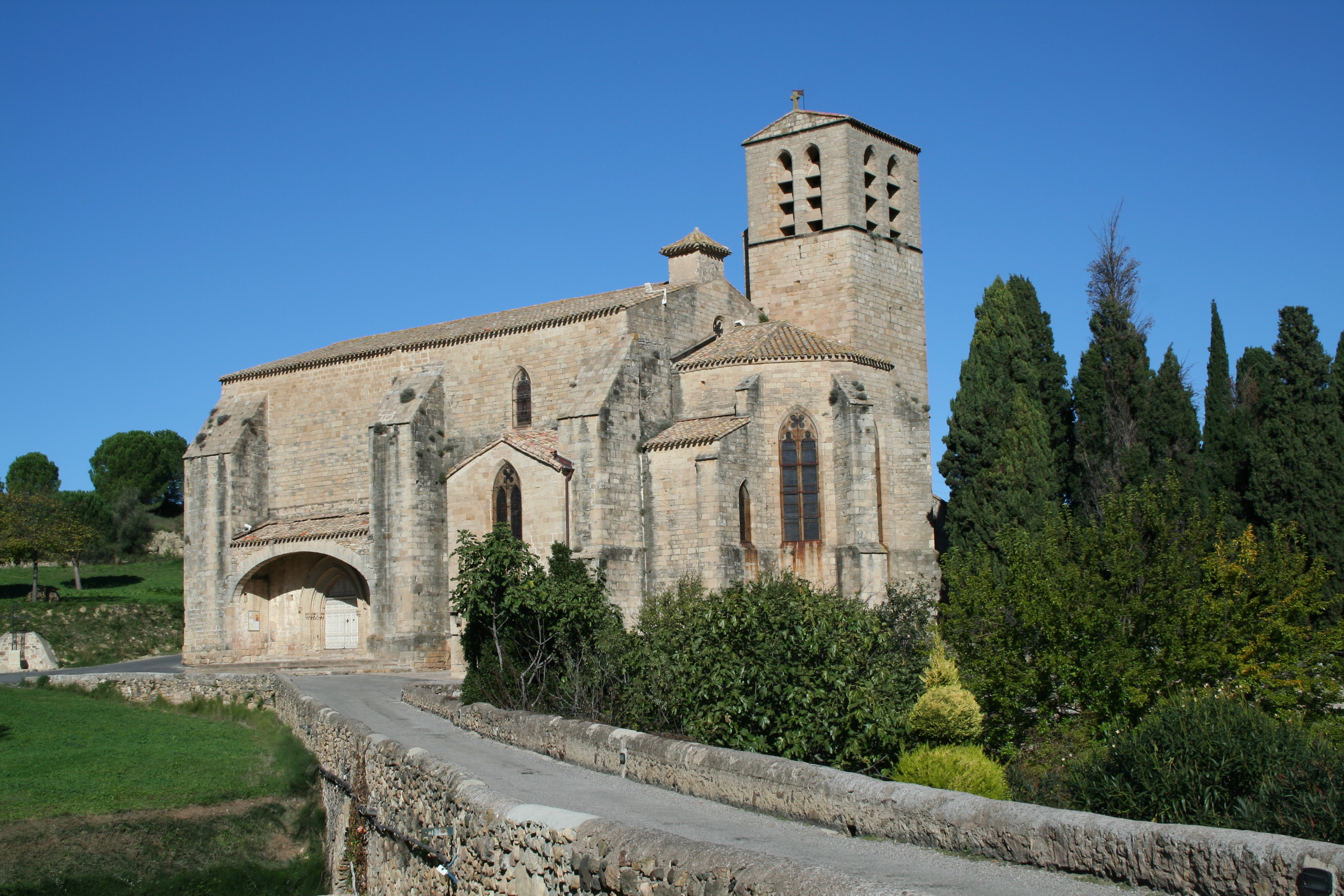
L'església de Sant Ipolit de Fontès

- Adiçan
- Aumas
- Cabrièiras
- Càsols d'Eraur
- Fontés
- Lesinhan la Ceba
- Liuran de Cabrièiras
- Montanhac
- Nisaç
- Peret
- Sant Ponç de Mauchins
- Usclats d'Erau